# Bulgária nos Jogos Olímpicos de Verão de 1896
O Comitê Olímpico Búlgaro defende que um ginasta, Charles Champaud, competiu pelo país nos Jogos Olímpicos de Verão de 1896.  Isso faz da Bulgária um dos 14 países a participarem da edição inaugural dos Jogos Olímpicos de Verão.  Champaud, um professor de ginástica suíço que vivia em Sófia, é frequentemente incluído nos resultados da Suíça nos Jogos de 1896, os quais foram realizados antes do advento dos Comitês Olímpicos Nacionais.

## Resultados por Evento

### Ginástica
Ginástica nos Jogos Olímpicos de Verão de 1896
| Evento               | Local | Ginasta          |
| -------------------- | ----- | ---------------- |
| Barras paralelas     | –     | Charles Champaud |
| Salto sobre o cavalo | –     | Charles Champaud |
| Cavalo com alças     | –     | Charles Champaud |